# 松平義春
松平 義春（まつだいら よしはる）は、戦国時代の武将。三河国松平氏宗家5代松平長親（長忠・出雲守・道閲）の子。右京亮、甚太郎（甚九郎とも）。東条松平家の祖。初め通称を甚太郎と称したとされるが同時代文書では未確認。江戸時代の大久保忠教著『三河物語』では甚太郎と表記されている。また、「松平右京亮義春」名では後世に記されたいくつかの史書・記録に見られるが、判物等の同時代文書では殆ど例を見ない。

## 略歴

### 東条吉良家の跡目・後見について
義春は東条松平家の初祖とされるが、三河幡豆郡吉良庄斑馬（現在の西尾市吉良町駮馬）の東条城の5代目当主吉良義藤が同族の西条吉良義真と応仁の乱の折に合戦に及び敗北、出奔したが義藤の嫡男・吉良持清が幼少であったのでその跡目を継いだ、あるいは持清の後見人となったことから東条の名を冠したとされる。しかし、その事実を伝える確かな資料には乏しくまた長兄・信忠が延徳2年（1490年）誕生とされるため応仁・文明の戦乱期（1467年-1477年）と思われる義春の東条吉良家跡目・後見の両説は疑問であり伝承としての性格が強い。
義春名義の文書は大永3年（1523年）9月19日付で出した当時三河幡豆郡に属した羽角村（現・西尾市内）の羽角馬頭天王社宛の寄進状がある。（同郡六栗村花籠（現・額田郡幸田町）よりの永楽銭20貫文を進納）。岡崎市の中島から羽角・野馬・六栗を縦貫する道、中島道は中世以来の道とされ、この地域はかつて幡豆郡に属し東条吉良氏の支配地域であったとされる。このことから義春は東条吉良領内にその所領もしくは知行を有していたと推定される（「幡豆神社誌」）。
一般的には同国碧海郡の青野城に在住したとされるがこちらも資料に乏しく、近隣の下和田の所領係争において、今川義元が義春の嫡子・松平忠茂に宛てた弘治2年（1556年）9月2日付文書で父右京亮の代からの所領として安堵がなされたことが知られ、訴訟の相手、桜井の松平家次（監物）が敗訴している。

### 兄・信定との対立
義春の主要な事績としては、「三河物語」等によれば、岡崎の松平宗家6代目の家督を義春の次兄の桜井松平信定が長兄の信忠と争い、信忠隠退後もその嫡子清康から8代広忠の代まで係争を続けた間も常に宗家に忠節であったことが伝えられている。そして「三河物語」はさらに岡崎登城の際、道で行き会ったときは主従一同が互いに刀の反りをうたせて反目したほど仲が悪かったと伝える。
同物語では、内膳殿（信定）が病死すると前後して義春も亡くなったので、結局は何事も起きなかったとする。
（なお、松平信定は天文7年（1538年）11月27日に死去と知られている。）

### 嫡子・忠茂の伝との混乱
また、後代成立の諸書に松平義春が弘治2年（1556年）2月20日三河国額田郡形野村（現・岡崎市桜形町）の日近城の奥平貞直（久兵衛尉）を攻めた際、戦死した（城兵の放った矢（銃弾とも）にあたり重傷を負い家臣に背負われて退却の途中、近接地の大林で絶命した）と伝える。しかしこれは、嫡子忠茂の伝を誤ったものと現在では確定され、義春については前節の通り三河物語で記述の「両方とも相前後して病死」という死没時期が相応しい。なお義春・忠茂父子は共に通称を甚太郎と称していたとされ、忠茂が若年で戦死したため義春一代の事績として誤伝されたと思われる。

## 葬地・法名等
1. 葬地、三河国幡豆郡吉良庄斑馬（現・愛知県幡豆郡吉良町駮馬）の法応寺（廃寺）及び碧海郡上青野（現・岡崎市上青野町）の来迎寺[6]。但し、『日本歴史地名大系 23 - 愛知県の地名』平凡社、1981年は「上青野村」の項にて『六ッ実村史』を引いて、来迎寺への埋葬は日近合戦で戦傷死した義春の遺命によるとしているが、観泉寺史編纂刊行委員会編『今川氏と観泉寺』吉川弘文館、1974年は「観泉寺今川文書」によって日近合戦で死んだのは義春の子忠茂とあるため、被葬者は松平忠茂の可能性がある。
2. 法名、青厳顕松または貞巖顕松[7]。
3. 東条吉良氏としての官名・法名がある（「上矢田養寿寺蔵・吉良氏系図」）[8]。すなわち東条宮内少輔、善念寺殿。但しこれらは松平義春のものとは考えがたいが、義春が吉良氏と全く関係ないとも言い切れない。

## 系譜
- 父：松平長親
- 母：不詳
- 妻：不詳
- 生母不明の子女
  - 長子：某（忠吉とも・通称を甚二郎または甚次郎とも） - 初めは甚次郎が家督を継いだがのち今川氏に反抗して出奔、弟忠茂に家督を取って代わられた。東条領饗庭を本知としこれ以外にも西三河に若干の所領が確認される。庶兄扱いされるが嫡庶については不明。
  - 次子：忠茂（通称は甚太郎） - 天文20年（1551年）家督相続の後、弘治2年2月20日戦死（上述）。
  - 女子：本多広孝正室 - 本多康重を生む。